# Astarte mirabilis
Astarte mirabilis är en musselart som först beskrevs av Dall 1871.  Astarte mirabilis ingår i släktet Astarte och familjen Astartidae. Inga underarter finns listade i Catalogue of Life.